# Zanomys kaiba
Zanomys kaiba är en spindelart som beskrevs av Chamberlin 1948. Zanomys kaiba ingår i släktet Zanomys och familjen mörkerspindlar. Inga underarter finns listade i Catalogue of Life.